# Mala junta (película)
Mala junta es una película chilena dramática de 2016 dirigida por Claudia Huaiquimilla, producida por Pablo Greene, Rebeca Gutiérrez Campos y Eduardo Villalobos. Estrenada internacionalmente en el 28.º Festival Internacional de Cine de Palm Springs, EEUU. Distribuida por cines comerciales y alternativos de Chile y Francia.
Ganadora de más de 40 premios nacionales e internacionales, entre los que destacan el Gran Premio del Público en el 39.º Festival de Cine Latinoamericano de Toulouse (Francia), en el 17.ª aluCine Latin+Media Arts Festival (Canadá), y en el 2.º Festival Internacional de Cine de Quito (Ecuador); el Premio Nuevos Caminos en el 39.º Festival Internacional del Nuevo Cine Latinoamericano de La Habana (Cuba); y el premio a Mejor Película en el 24.º Festival de Cine de Valdivia (Chile), el 12.º Festival de Cine Tucumán (Argentina), el 12.º Festival de Cine de Jujuy (Argentina), y el 17.º Festival Internacional de Cine de Lebu (Chile), entre otros. Estrenada en cines comerciales de Chile y Francia, y nominada a 2 Premios Platino del Cine Iberoamericano.
Su agente de ventas internacional es Alpha Violet.

## Sinopsis
Cuando el adolescente Tano (Bagsterd) vuelve a cometer un delito, para evitar ser recluido en el SENAME, es enviado a vivir con su padre en el campo en la zona sur de Chile. Se hace amigo de un tímido joven mapuche llamado Cheo (Férnández). La zona sufre los efectos del conflicto político entre mapuches y el Estado de Chile, además las malas relaciones con sus padres, los desafían a enfrentar juntos los prejuicios con que cargan en su ya complicada adolescencia. 

## Elenco
- Andrew Bargsted como Tano.
- Eliseo Fernández como Cheo.
- Francisco Pérez-Bannen como Javier.
- Francisca Gavilán como Andrea.
- Ariel Mateluna como Pedro.
- Sebastián Ayala como Diego.
- Rosa Ramírez como Asistenta social.
- Alex Quevedo como Seba.
- Verónica Medel	como Daniela.
- Sebastián Jaña	como Alexis.

## Premios y nominaciones
| Premio              | Categoría                                     | Receptor                            | Resultado | Ref(s) |
| ------------------- | --------------------------------------------- | ----------------------------------- | --------- | ------ |
| Premio Pedro Sienna | Mejor Dirección                               | Claudia Huaiquimilla                | Ganadora  | [ 2 ]  |
| Premio Pedro Sienna | Mejor Guion                                   | Claudia Huaiquimilla y Pablo Greene | Ganadores | [ 2 ]  |
| Premio Pedro Sienna | Mejor Actor                                   | Andrew Bargsted                     | Ganador   | [ 2 ]  |
| Premio Pedro Sienna | Mejor Música                                  | Miranda y Tobar                     | Ganadores | [ 2 ]  |
| Premios Caleuche    | Mejor actor protagónico en cine               | Andrew Bargsted                     | Nominado  | [ 3 ]  |
| Premios Caleuche    | Mejor actriz de soporte en cine               | Francisca Gavilán                   | Nominada  | [ 3 ]  |
| Premios Platino     | Mejor ópera prima de ficción                  | Mala junta                          | Nominada  | [ 4 ]  |
| Premios Platino     | Premio Platino en Cine y Educación en Valores | Mala junta                          | Nominada  | [ 4 ]  |